# Paul Heinrich von Blankenfelde

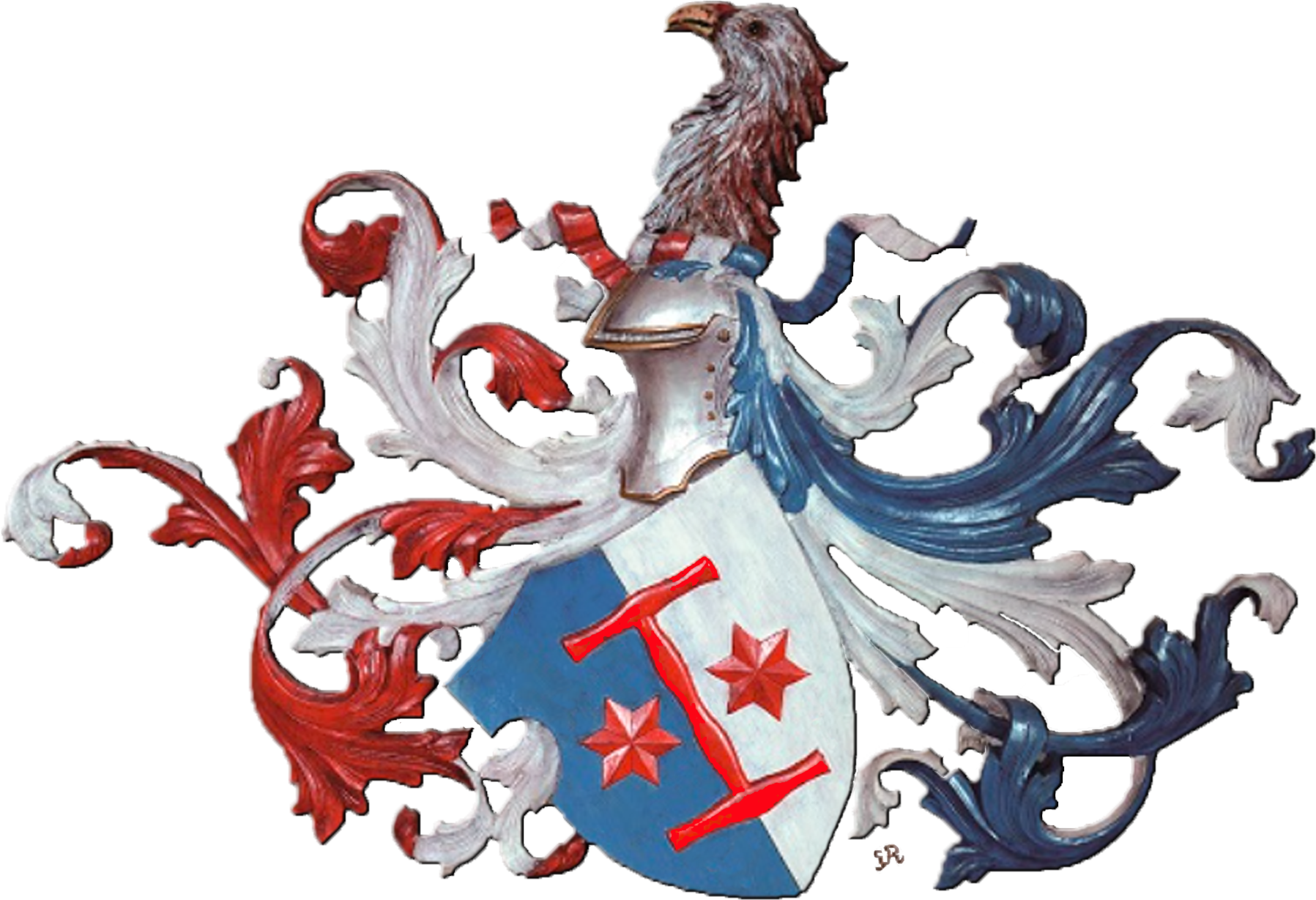
Wappenschild des Adelsgeschlechts von Blankenfelde

Paul Heinrich von Blankenfelde (* um 1460 in Berlin; † 1532) war ein Berliner Handelsherr und Münzmeister.

## Leben

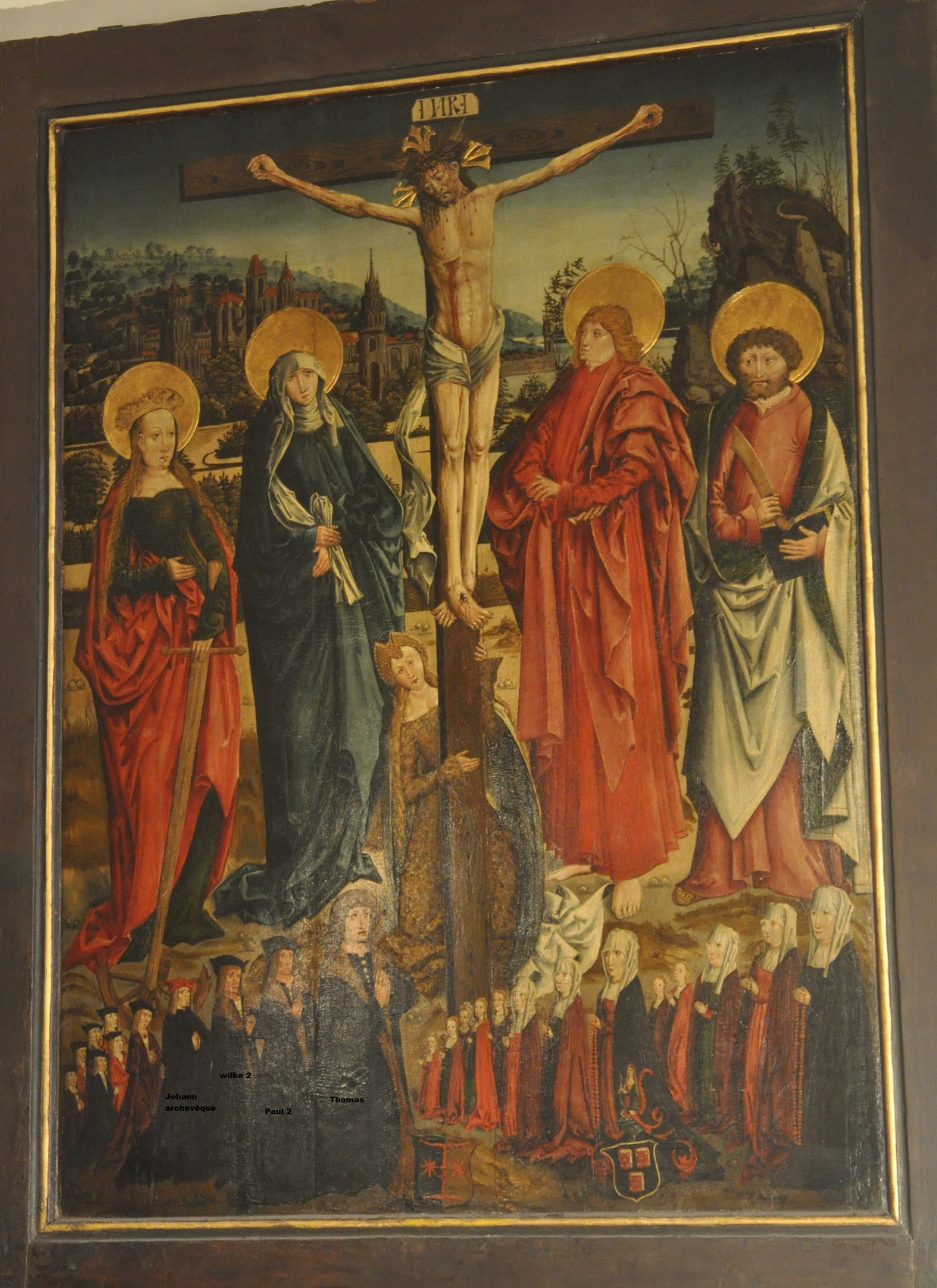
Vater Thomas Blankenfelde (der erste in der Gruppe unten links) mit seinen Söhnen Paul, Wilke, Johannes und weiteren

Paul Heinrich von Blankenfelde stammt aus dem Berliner Patrizier- und Ratsgeschlecht Blankenfelde, aus dem insgesamt sieben Berliner Bürgermeister hervorgingen. Sein Vater war der Berliner Bürgermeister Thomas von Blankenfelde.
Im Jahre 1474 wurde er in der Leipziger Universität immatrikuliert.
1505 wurde Paul Ratsmann in Berlin und war Lehnsherr von Pankow und Weißensee.
Im Jahre 1510 wurde Paul Heinrich von Blankenfelde zum Münzmeister des Kurfürsten Joachim I von Brandenburg ernannt.
1514 lag er mit Lübeck in Fehde, übertrug seinen Besitz seinem Bruder Wilhelm (Wilke) d. J. und verließ Berlin. Erst 1523 wurde der Streit mit Lübeck durch König Christian von Dänemark beigelegt.

## Familie
Blankenfelde war verheiratet mit Benigna Buchholz (* 1466 in Frankfurt (Oder); † 1531 in Berlin), Tochter des Ratsherren Christian Buchholz (* 1415 in Berlin; † 1491 Frankfurt (Oder)) und seiner Frau Benigna geb. Kemnitz aus Frankfurt (Oder).
Seine Tochter Barbara († 18. Mai 1564) heiratete den Wittenberger Goldschmied und Verleger Martin Luthers und Geschäftspartner von Lucas Cranach dem Älteren, Christian Döring. Seine zweite Tochter Margaretha († 1535) heiratete Kilian Goldstein, Professor der Rechte in der Lutherstadt Wittenberg.

### Bekannte Geschwister
- Wilhelm (Wilke) (* um 1465)
- Johann(es) (1471–1527)
- Steffen († 1516)
- Magdalena(e) († 1516)
- Benigna (Regina) († 1516)[5]